# Eduardo Aburto Uribe
Eduardo Aburto Uribe (Bilbao, 16 de septiembre de 1864 - Madrid, diciembre de 1941) fue un ingeniero industrial y alcalde de Guecho. Fue uno de los fundadores de la Compañía Siderurgica de Mediterráneo y accionista de la Minera de Sierra Menera.

## Biografía

### Vida personal
Hijo de Manuel Guillermo Aburto Azaola y Marciala Uribe Murguiarte, su padre se dedicaba al negocio de las minas de Hierro en Vizcaya. Tenía 5 hermanos: Isidoro Leonardo Zacarías, Celestino Juan, Catalina Trinidad y Manuel Antonio. Se casó con María Renovales Azaola con quien tuvo 4 hijos: María Catalina Manuel Juana, Eduardo Ramon Bernardino Justo, Rafael y Asunción. Vivió en Barcelona, Guecho, Sagunto, Biarritz y Madrid, en esta última hasta su muerte a los 77 años de edad en diciembre de 1941.

### Carrera de ingeniero y alcaldía
Eduardo Aburto, estudió la carrera de ingeniería en Barcelona en la universidad de la ciudad condal. Se tituló y entre 1916 en 1920 fue alcalde de Guecho. Cuñado de Ramón de la Sota se convirtió en su mano derecha en los grandes proyectos industriales y empresariales. Aburto se desplazaba a a menudo en Sagunto para supervisar las obras del ferrocarril minero procedente de Ojos Negros, la creación en 1917 de la Compañía Siderúrgica del Mediterráneo o la construcción de la Gerencia de los chalés para los ingenieros. Eduardo Aburto era además de accionista y consejero de la Compañía Minera de Sierra Menera S.A y de la Siderúrgica del Mediterráneo. Será el ingeniero director de ambas empresas. Al finalizar la guerra civil se tuvo que exiliado en Biarritz (Francia). A su regreso fijó su residencia en Madrid.